# خمس كاميرات محطمة
خمس كاميرات محطمة هو فيلم وثائقي من إخراج الفلسطيني عماد برناط والإسرائيلي جاي دافيدي من إنتاج عام 2011. يحكي الفيلم من خلال قصة عماد وكاميراته المحطمة الخمس قصة المقاومة الشعبية السلمية لقرية بلعين الفلسطينية ضد جدار الفصل والاستيطان على أراضي القرية. قام عماد برناط، وهو بالاصل مزارع فلسطيني بتصوير كافة مشاهد الفيلم. بدأ عماد بالتصوير بواسطة الكاميرا الذي اشتراها لأول مرة في عام 2005 لتسجيل ولادة ابنه الأصغر. في عام 2009 انضم المخرج جاي دافيدي لهذه العمل. الفيلم يستعرض أحداث المقاومة الشعبية السلمية من خلال قصص كاميرات برناط المحطمة، كما يتتبع الفيلم تطور عائلة المخرج على مدى خمس سنوات من الأحداث.

## خلفية الفيلم
شرعت إسرائيل في بناء جدار الفصل في قرية بلعين بالضفة الغربية في عام 2005. بعد أن اكتشف أهالي القرية أن الجدار سيفصلهم عن أراضيهم الزراعية، وبعد مصادرة 50% من أراضي القرية بدأالسكان بمقاومة شعبية سلمية وانضم إليهم نشطاء سلام إسرائيليين ودوليين. في ذلك الوقت تلقى عماد كاميرا لتوثيق الأحداث. في السنة الأولى قام عماد بالتصوير لتلبية احتياجات الناشطين أساسا لتوثيق الانتهاكات والتعديات من قبل جنود الاحتلال. وقد تم تقديم لقطات عماد كدليل في المحاكم الإسرائيلية ووضعت على موقع يوتيوب لنشر الوعي والتضامن مع المقاومة الشعبية	المتنامية.
مع تزايد اهتمام وسائل الإعلام في بلعين اكتسبت لقطات عماد اعتراف دولي واستخدمت من قبل وكالات الأنباء المحلية والعالمية لنقل الصور والاخبار من بلعين. بعد ذلك بدأ عماد يعمل مصورا مستقلا لرويترز وقدم لقطات لصانعي أفلام لتوثيق نضال أهالي القرية في أفلام بارزة مثل "بلعين، حبيبتي" لشاي كرملي فولاك وفيلم "تيارات متقطعة" لجاي دافيدي واليسندرا قروتشمان.
في عام 2009 قام القائمون على مشروع جرينهاوس، لتطوير الفيلم المتوسطي بالتواصل مع عماد برناط، وكانت الفكرة بإنتاج فيلم وثائقي يتمحور حول المقاومة الشعبية السلمية في بلعين وخاصة حول الناشط باسم أبو رحمة، الذي استشهد في مظاهرة في وقت سابق في العام نفسه. بعد بعض الصعوبات الاولية تعاون عماد مع المخرج الإسرائيلي جاي دافيدي الذي كان قد انتهى لتوه من تحرير فيلمه الوثائقي الذي صدر في عام 2010 في مهرجان القدس السينمائي الدولي.

## الفكرة
وضع دافيدي فكرة جديدة للفيلم يكون فيها عماد بمثابة البطل ويسرد من خلال تجربته الشخصية كمصور أحداث الفيلم. اقترح دافيدي أيضاً أن يتم بناء الفيلم حول كاميرات عماد واستخدام لقطات فيديو منزلية من عماد لربط الأسرة في أحداث الفيلم واستحضار البعد الشخصي والعائلي في الفيلم	.
ابتداء من عام 2009 وفي إطار الفكرة الجديدة، واصل عماد تصوير مشاهد أكثر مع تركيز أكبر على تفاعلات عائلته مع الأحداث. واستخدمت بعض المشاهد الهامة التي تم تصويرها من قبل مصورين آخرين بما في ذلك جاي دافيدي لاستكمال السرد، وإدخال عماد كشخصية في الفيلم.
جبريل والكاميرات الخمس

## ملخص
يستعرض الفيلم في البداية خمس كاميرات - لكل منها حكايتها الخاصة. في عام 2005 عند ولادة ابنه الرابع، جبريل، يحصل المصور الهاوي عماد برناط، أحد سكان القرية الفلسطينية بلعين، على كاميراته الأولى. في الوقت نفسه بداءت إسرائيل في بناء جدار الفصل العازل على أراضي القرية وصادرت 50% منها لتوسيع المستوطنات القريبة. ومنذ ذلك الحين بداء أهالي القرية بمقاومتهم السلمية لهذا القرار.
في العام التالي، يقوم برناط بتصوير هذا النضال، الذي يقوده اثنين من أفضل أصدقائه، بينما في الوقت نفسه يوثق نمو ابنه جبريل. لم يمر طويلا، حتى بداءات الأحداث بالتأثير على أسرته وحياته الخاصة. الاعتقالات اليومية، الهجمات العنيفة، اقتلاع الجرافات لأشجار الزيتون، الشهداء والمداهمات الليلية في القرية بداءت تخيف عائلته. وقد تعرض أصدقائه، وحتى اخوته لإطلاق النار من قبل قوات الاحتلال وكذلك للاعتقال. كما تعرضت كاميراته المستخدمة لتوثيق هذه الأحداث الواحدة تلو الأخرى لإطلاق نار أو للتحطيم لتكشف بذلك تباعا جزءا آخر من تاريخ النضال وقصة عماد الشخصية.
في نهاية المطاف، في عام 2009 يقترب برناط من جاي دافيدي مخرج إسرائيلي وناشط سلام ومعا من هذه الكاميرات الخمس المحطمة والقصص التي تمثلها يصنعان الفيلم.

## تحرير الفيلم
منذ عام 2009 بداء دافيدي بالعمل على تحرير وهيكلة الفيلم. في عام 2011 انضمت المحررة الفرنسية فيرونيكا للمشروع وذلك لتحرير نسخة نهائية للفيلم تبلغ مدتها 90 دقيقة ونسخة للإصدار التلفزيوني مدتها دقيقة 52. يتم سرد الفيلم على شكل تسلسل زمني مقطع إلى 5 حلقات رئيسية، كل حلقة تمثل الفترة المستخدمة للكاميرات الخمس على مر السنين لتوثيق الأحداث.
يظهرعماد في مقدمة الفيلم وامامه خمس كاميرات مكسورة على الطاولة، يعود هذا المشهد مرة أخرى في نهاية الفيلم بواسطة كاميرا سادسة لم تكسر. تظهر عناوين الفترات التي كان يصورها في كل كاميرا بين كل حلقة والخاتمة. القصة تتحرك باستمرار بين الأحداث الدرامية الخارجية في القرية وبين المشاهد الحميمة لأسرة عماد.
طوال الفيلم يتم سرد الأحداث الخارجية في القصة بالتوازي مع الأحداث في العائلة. ولادة جبريل الابن الرابع لعماد تتوازى مع ولادة حركة النضال السلمي في القرية. في مقابل ذلك تظهر صور الجرافات التي تقتلع الأشجار وصور جدار الفصل كصورة عكسية. كما تشكل كتابة جبريل لاسمه بالخرسان على جدار الفصل نهاية الفلم.
منذ الحلقة الثالثة، تقترن القصة الشخصية الاسرية لعماد والنضال في القرية بصورة أكثر وثاقة. عماد يصبح أكثر عرضة للخطر باعتباره بطل الرواية، ويتم وضعه تحت الإقامة الجبرية كما يتعرض لرصاصة مباشرة تحطم كاميرته الثالثة.

## استقبال
حظي الفيلم بإعجاب العديد من النقاد حيث حاز على نسبة اعجاب 94% من قبل 35 من النقاد في موقع «روتين توميتوس».
“خيار النقاد! مقال مرئي من السيرة الذاتية، وعلى هذا النحو، عمل فني متواضع، دقيق ومؤثر يستحق أن يكون موضع تقدير لحساسية صوت عماد الغنائي ودقة صورته ". - A.O. سكوت، النيويورك تايمز
«أربع نجوم! ملهم... عمل متحدي وفخور.» - جوشوا روثكوبف، تايم آوت نيويورك

## جوائز
فاز خمس كاميرات محطمة بجائزة السينما العالمية للإخراج في مهرجان صندانس السينمائي في عام 2012. الفيلم حصل أيضا على جائزة الجمهور وجائزة لجنة التحكيم الخاصة في مهرجان الفيلم الوثائقي الدولي في أمستردام في عام 2011. كما فاز الفيلم في جائزة أفضل فيلم في مهرجان سينما الواقع الرابع والثلاثون في باريس وجاء في كلمة أعضاء اللجنة التي أشادت بالفيلم مامعناه إن انظروا، هاهو فلاح بسيط من فلسطين يعطينا بكاميرته درسا في السينما العظيمة، والصمود والمقاومة، والسينما التي تقربنا من إنسانيتنا بشفافية وحساسية تذوب لها أعتى القلوب غلظة وكانت كلمة اللجنة ومن دون مبالغة، شبه ماتكون بقصيدة عن فيلم عماد البديع.
رشح لأفضل فيلم وثائقي في جوائز الاوسكار عام 2013.